# Spišská Nová Ves
Spišská Nová Ves (Duits: (Zipser) Neu(en)dorf, Hongaars: Igló) is een stad in Slowakije met ruim 38.000 inwoners. De stad ligt ten zuidoosten van de Hoge Tatra in de regio Spiš, en ligt aan beide oevers van de rivier de Hornád. Spišská Nová Ves is de grootste stad en de hoofdstad van het gelijknamige district.
Tot de Tweede Wereldoorlog was de stad een van de centra van de Zipserduitsers.
Toeristische bezienswaardigheden in de omgeving omvatten de middeleeuwse stad Levoča, de burcht Spišský hrad en het nationale park Slowaaks Paradijs.

## Geboren
- Vladislav Zvara (1971), voetballer
- Tomáš Suslov (2002), voetballer

## Afbeeldingen

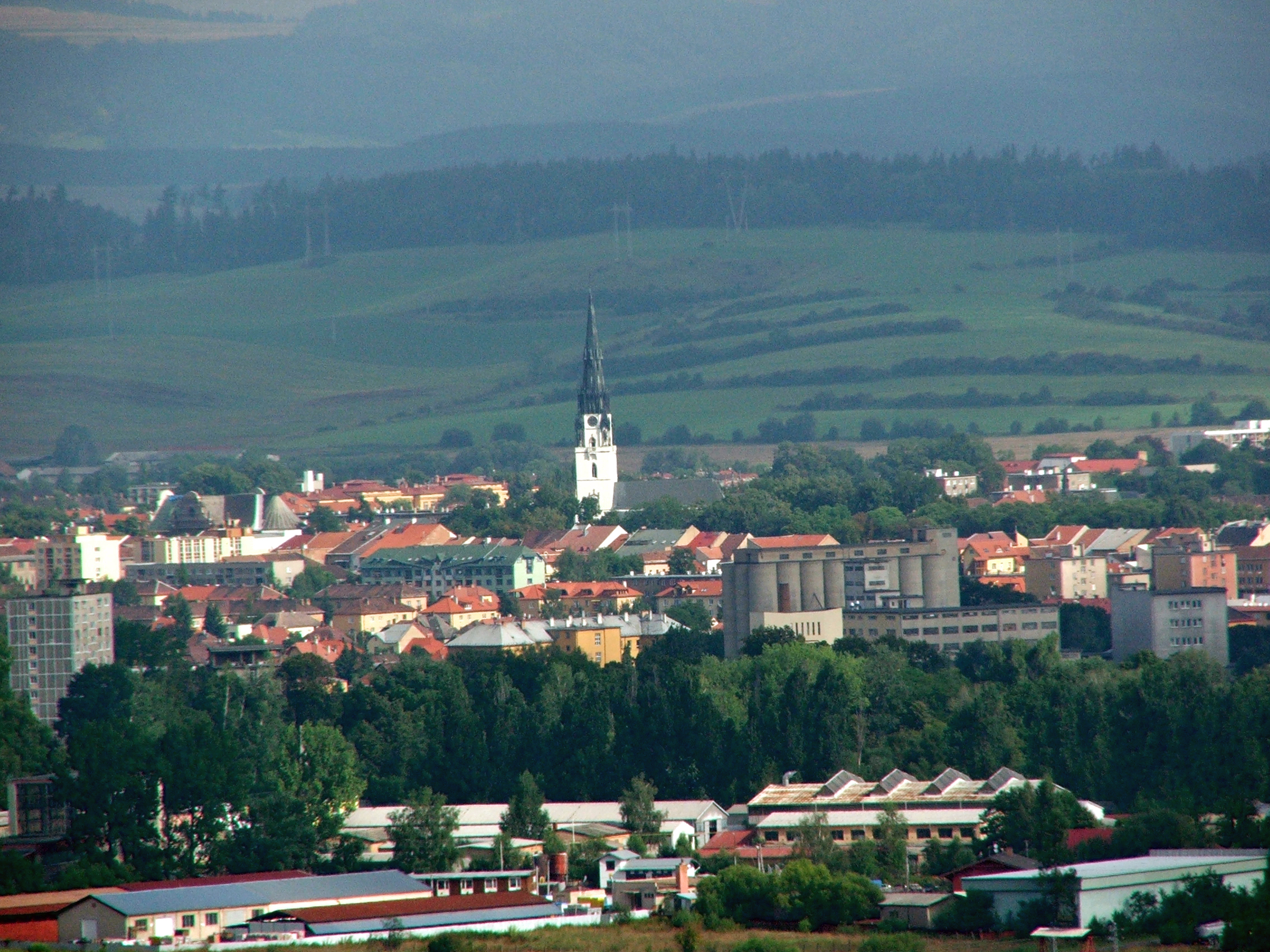
Panorama
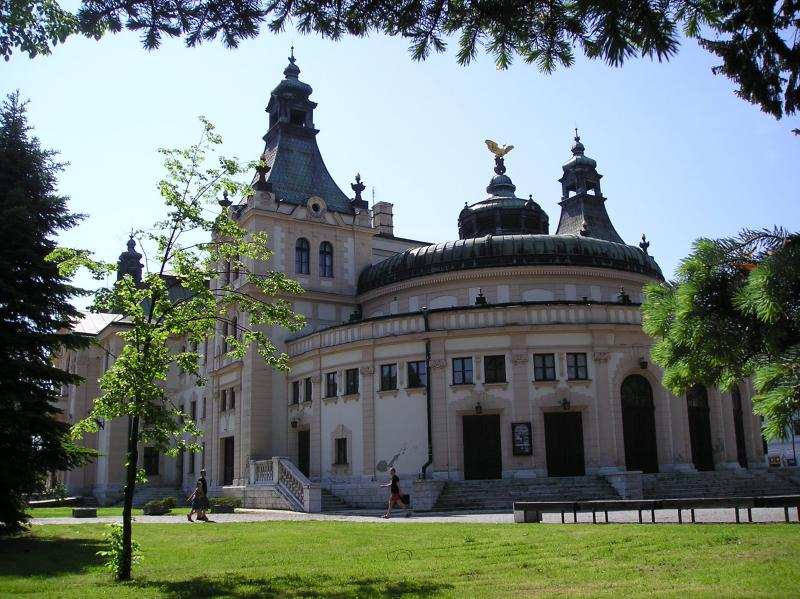
Redutatheater
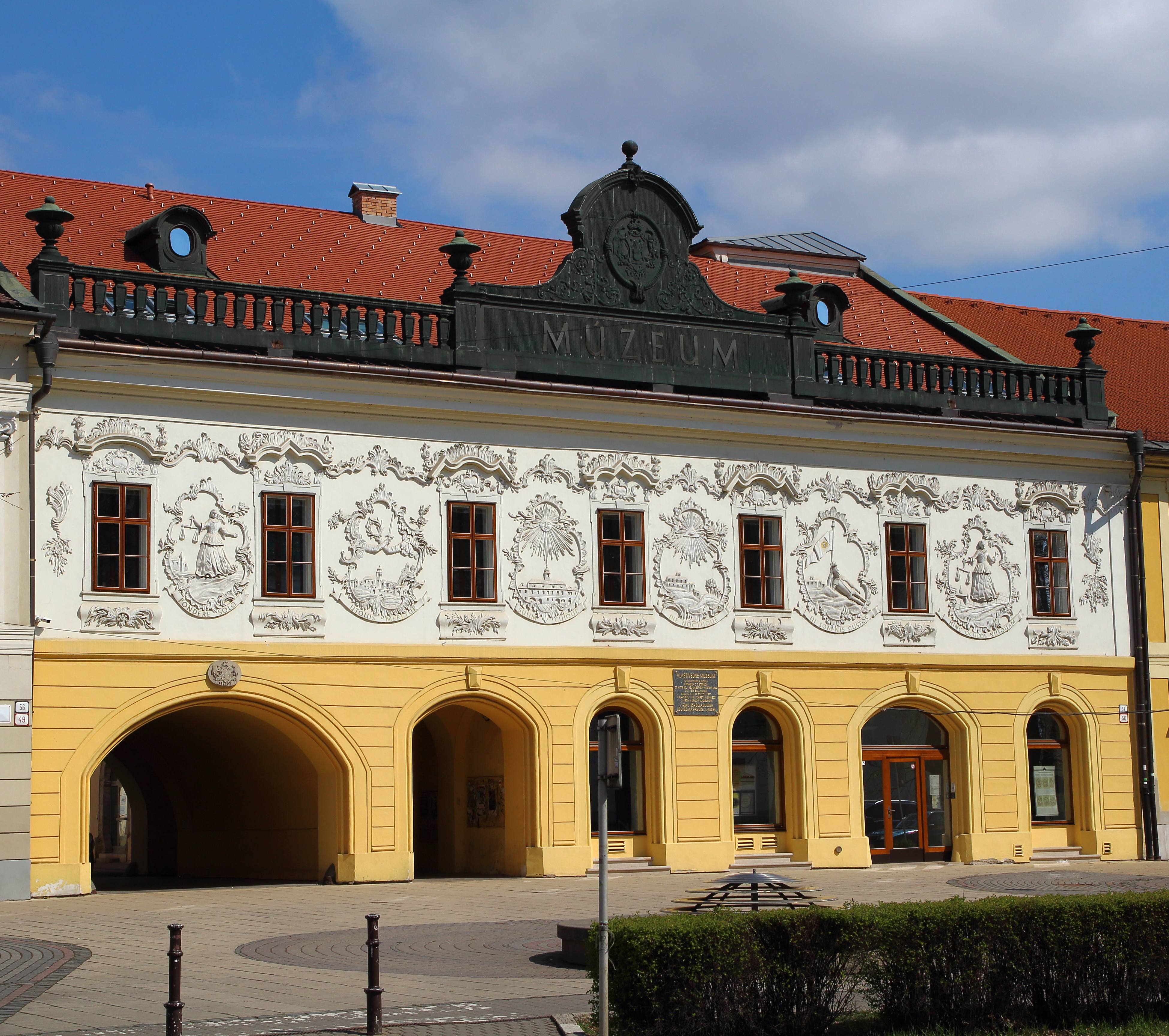
Museum: "Provinčný dom"

Banská Bystrica · Bardejov · Bratislava · Humenné · Komárno · Košice · Levice · Liptovský Mikuláš · Martin · Michalovce · Nitra · Nové Zámky · Poprad · Považská Bystrica · Prešov · Prievidza · Ružomberok · Spišská Nová Ves · Trenčín · Trnava · Žilina · Zvolen